# Milaan-San Remo 1988
De 79e editie van de wielerklassieker Milaan-San Remo werd gereden op 19 maart 1988. De wedstrijd werd gewonnen door Laurent Fignon die in de sprint de snelste was voor Maurizio Fondriest.

## Deelnemersveld
Er kwamen 198 wielrenners aan de start, waarvan er 111 de finish zouden halen.
| Deelnemende teams            | Deelnemende teams      |
| ---------------------------- | ---------------------- |
| AD Renting-Mini-Flat-Enerday | Lotto-Eddy Merckx      |
| Alba-Benotto-Sidermec        | Malvor-Sidi            |
| Alfa Lum-Legnano-Ecoflam     | Panasonic-Isostar      |
| Ariostea                     | PDM-Ultima-Concorde    |
| Atala-Ofmega                 | Reynolds-Reynolon      |
| Caja Rural-Orbea             | Roland                 |
| Carrera-Vagabond             | Selca-Ciclolinea-Conti |
| Chateau d'Ax-Salotti         | Sigma-Fina             |
| Del Tongo-Colnago            | Superconfex-Yoko       |
| Fagor-MBK                    | Système U              |
| Fanini-Seven Up              | Toshiba-Look           |
| Gewiss-Bianchi               | TVM-Van Schilt         |
| Gis-Ecoflam-Jollyscarpe      | Weinmann-La Suisse     |
| Hitachi-Bosal-BCE Snooker    | Z-Peugeot              |
| Isoglass-EVS-Robland         | 7-Eleven               |
| Kas                          |                        |

## Uitslag
| Milaan–San Remo 1988 |                            |                           |          |
| Plaats               | Naam                       | Ploeg                     | Tijd     |
| Winnaar              | Laurent Fignon             | Système U                 | 7u06'20" |
| 2                    | Maurizio Fondriest         | Alfa Lum-Legnano-Ecoflam  | z.t.     |
| 3                    | Steven Rooks               | PDM-Ultima-Concorde       | +8"      |
| 4                    | Fabio Roscioli             | Ariostea                  | z.t.     |
| 5                    | Sean Kelly                 | Kas                       | z.t.     |
| 6                    | Giuseppe Calcaterra        | Atala-Ofmega              | z.t.     |
| 7                    | Adrie van der Poel         | PDM-Ultima-Concorde       | z.t.     |
| 8                    | Erich Mächler              | Carrera-Vagabond          | z.t.     |
| 9                    | Rolf Gölz                  | Superconfex-Yoko          | z.t.     |
| 10                   | Giuseppe Petito            | Gis-Ecoflam-Jollyscarpe   | +10"     |
| 11                   | Eric Vanderaerden          | Panasonic-Isostar         | z.t.     |
| 12                   | Bruno Wojtinek             | Z-Peugeot                 | z.t.     |
| 13                   | Paolo Cimini               | Fanini-Seven Up           | z.t.     |
| 14                   | Etienne De Wilde           | Sigma-Fina                | +14"     |
| 15                   | Adriano Baffi              | Gis-Ecoflam-Jollyscarpe   | z.t.     |
| 16                   | Jörg Müller                | PDM-Ultima-Concorde       | z.t.     |
| 17                   | Jean-Philippe Vandenbrande | Hitachi-Bosal-BCE Snooker | z.t.     |
| 18                   | Sergio Finazzi             | Fanini-Seven Up           | z.t.     |
| 19                   | Paul Haghedooren           | Sigma-Fina                | z.t.     |
| 20                   | Guido Bontempi             | Carrera-Vagabond          | z.t.     |

1907 · 1908 · 1909 · 1910 · 1911 · 1912 · 1913 · 1914 · 1915 · 1916 · 1917 · 1918 · 1919 · 1920 · 1921 · 1922 · 1923 · 1924 · 1925 · 1926 · 1927 · 1928 · 1929 · 1930 · 1931 · 1932 · 1933 · 1934 · 1935 · 1936 · 1937 · 1938 · 1939 · 1940 · 1941 · 1942 · 1943 · 1944 · 1945 · 1946 · 1947 · 1948 · 1949 · 1950 · 1951 · 1952 · 1953 · 1954 · 1955 · 1956 · 1957 · 1958 · 1959 · 1960 · 1961 · 1962 · 1963 · 1964 · 1965 · 1966 · 1967 · 1968 · 1969 · 1970 · 1971 · 1972 · 1973 · 1974 · 1975 · 1976 · 1977 · 1978 · 1979 · 1980 · 1981 · 1982 · 1983 · 1984 · 1985 · 1986 · 1987 · 1988 · 1989 · 1990 · 1991 · 1992 · 1993 · 1994 · 1995 · 1996 · 1997 · 1998 · 1999 · 2000 · 2001 · 2002 · 2003 · 2004 · 2005 · 2006 · 2007 · 2008 · 2009 · 2010 · 2011 · 2012 · 2013 · 2014 · 2015 · 2016 · 2017 · 2018 · 2019 · 2020 · 2021 · 2022 · 2023 · 2024 · 2025
Lijst van beklimmingen